# Machaerina montana
Machaerina montana är en halvgräsart som först beskrevs av Jean Raynal, och fick sitt nu gällande namn av Kaare Arnstein Lye. Machaerina montana ingår i släktet Machaerina och familjen halvgräs.
Artens utbredningsområde är Madagaskar. Inga underarter finns listade i Catalogue of Life.